# Mallophyton
Mallophyton là chi thực vật có hoa trong họ Mua.